# (100485) Russelldavies
(100485) Russelldavies est un astéroïde de la ceinture principale aréocroiseur.

## Description
(100485) Russelldavies est un astéroïde de la ceinture principale aréocroiseur. Il présente une orbite caractérisée par un demi-grand axe de 2,02 UA, une excentricité de 0,29 et une inclinaison de 5,9° par rapport à l'écliptique. 
Il a été nommé d'après le chef d'orchestre Dennis Russell Davies.

## Compléments